# Wielowieś (gromada w powiecie tarnobrzeskim)
Wielowieś – dawna gromada, czyli najmniejsza jednostka podziału terytorialnego Polskiej Rzeczypospolitej Ludowej w latach 1954–1972.
Gromady, z gromadzkimi radami narodowymi (GRN) jako organami władzy najniższego stopnia na wsi, funkcjonowały od reformy reorganizującej administrację wiejską przeprowadzonej jesienią 1954 do momentu ich zniesienia z dniem 1 stycznia 1973, tym samym wypierając organizację gminną w latach 1954–1972.
Gromadę Wielowieś z siedzibą GRN w Wielowsi (obecnie w granicach Tarnobrzega) utworzono – jako jedną z 8759 gromad na obszarze Polski – w powiecie tarnobrzeskim w woj. rzeszowskim na mocy uchwały nr 34/54 WRN w Rzeszowie z dnia 5 października 1954. W skład jednostki weszły obszary dotychczasowych gromad Wielowieś i Koćmierzów ze zniesionej gminy Trześń oraz obszar dotychczasowej gromady Sielec ze zniesionej gminy Tarnobrzeg w tymże powiecie. Dla gromady ustalono 16 członków gromadzkiej rady narodowej.
31 grudnia 1961 do gromady Wielowieś włączono wsie Sobów i Zakrzów ze zniesionej gromady Sobów w tymże powiecie; z gromady Wielowieś wyłączono natomiast wieś Koćmierzów, włączając ją do miasta  Sandomierza  w powiecie sandomierskim w woj. kieleckim.
Gromada przetrwała do końca 1972 roku, czyli do kolejnej reformy gminnej.